# Dietrich Kilian
Dietrich Kilian (* 3. Mai 1928 in Roßlau; † 6. September 1984) war ein deutscher Musikwissenschaftler.

## Leben und Werk
Dietrich Kilian studierte an der Freien Universität Berlin, wo er 1956 mit einer Arbeit über „Das Vokalwerk D. Buxtehudes - Quellenstudien zu seiner Überlieferung und Verwendung“ promoviert wurde.
Als das Göttinger Johann-Sebastian-Bach-Institut Mitte der 1950er-Jahre mit dem Fortgang der Neuen Bach-Ausgabe durch die Säumnis externer Bearbeiter in Verzug geriet, beschloss der damalige Leiter Hans Albrecht, alle betroffenen Verträge zu kündigen und neben der bereits bestehenden Stelle von Alfred Dürr eine weitere Stelle für die interne Herausgabe der verwaisten Bände einzurichten. Diese Stelle übernahm 1958 Kilian, der in der Folgezeit bis zu seinem frühen Tod Bände mit den dazugehörigen kritischen Berichten aus den Reihen der Kantaten (I/13), der Orchesterwerke (VII/3) und der Orgelwerke (IV/5–7) herausgab und besonders mit den letzteren neue methodische Maßstäbe der musikalischen Textkritik setzte. 
Der musikalischen Quellenforschung Kilians verdankt die Forschung auch die Entdeckung und 1963 erfolgte Erstausgabe des Präludiums in C-Dur von Dietrich Buxtehude (BuxWV 138).

## Werke (Auswahl)
- Neue Ausgabe sämtlicher Werke: Serie 1, Kantaten. Bd. 13. Kantaten zum 1. Pfingsttag. Kritischer Bericht, Deutscher Verlag für Musik, 1960
- Neue Ausgabe sämtlicher Werke. Serie I, Kantaten: Kantaten zum 20. und 21. Sonntag nach Trinitatis : kritischer Bericht, Band 25, Verlag Bärenreiter, 1997
- Präludien, Toccaten, Fantasien und Fugen für Orgel: kritischer Bericht, Teil 1, Verlag Bärenreiter, 1978
- Das Vokalwerk Dietrich Buxtehudes: Quellenstudien zu seiner Überlieferung und Verwendung, Verlag Berlin., 1956
- Neun Kantaten für vier Singstimmen und Instrumente, Band 8 von Dietrich Buxtehudes Werke, illustrierte Neuauflage, Verlag Broude International Editions, 1978[1]